# Othoes saharae
Espèce
Othoes saharae est une espèce de solifuges de la famille des Galeodidae.

## Distribution
Cette espèce se rencontre en Algérie et en Mauritanie,,.

## Étymologie
Son nom d'espèce lui a été donné en référence au lieu de sa découverte, le Sahara.

## Publication originale
- Panouse, 1960 : Diagnose préliminaire, d’Othoes saharae n. sp. (Solifuges). Comptes Rendus des Séances Mensuelles, Société des Sciences Naturelles et Physiques du Maroc, vol. 26, p. 15–16 (intégral).